# (93102) Leroy
(93102) Leroy est un astéroïde de la ceinture principale.

## Description
(93102) Leroy est un astéroïde de la ceinture principale. Il fut découvert le 27 septembre 2000 à Sainte-Clotilde par Robin Chassagne et Christophe Demeautis. Il présente une orbite caractérisée par un demi-grand axe de 2,34 UA, une excentricité de 0,14 et une inclinaison de 7,4° par rapport à l'écliptique.

## Compléments